# Сан Марко (Удине)
Сан Марко је насеље у Италији у округу Удине, региону Фурланија-Јулијска крајина.
Према процени из 2011. у насељу је живело 891 становника. Насеље се налази на надморској висини од 99 м.